# What Another Man Spills
What Another Man Spills es el cuarto álbum de estudio de la banda americana de rock Lambchop, lanzado el 8 de septiembre de 1998 por Merge Records. El arte del disco estuvo a cargo de Vic Chesnutt.

## Lista de canciones
Todas las canciones fueron escritas por Kurt Wagner, excepto donde se marca.
1. "Interrupted"
2. "The Saturday Option"
3. "Shucks"
4. "Give Me Your Love (Love Song)" (Curtis Mayfield)
5. "Life #2" (FM Cornog)
6. "Scamper"
7. "It's Not Alright" (James McNew)
8. "N.O."
9. "I've Been Lonely for So Long" (Poise Knight, Jerry Weaver)
10. "Magnificent Obsession"
11. "King of Nothing Never" (FM Cornog)
12. "The Theme from the Neil Miller Show" (Marc Trovillion)